# Eugène-Emmanuel Mermet-Cachon
Pour les articles homonymes, voir Mermet.
Né le 10 septembre 1828 au lieu-dit Le Cernetrou à La Pesse dans le Haut-Jura, Eugène-Emmanuel Mermet-Cachon est un prêtre missionnaire et spécialiste français du Japon.

## Biographie
Eugène-Emmanuel Mermet-Cachon entre au séminaire des Missions Étrangères, rue du Bac à Paris, le 11 juillet 1852, où il est ordonné prêtre le 11 juin 1854.
Le 25 août 1854, moins de deux mois après son ordination, Eugène-Emmanuel est envoyé à Hong Kong, il a 27 ans. 
Il s’embarque sur le « Sybille » avec les Pères Furet (ja) et Girard (ja) et arrive le 6 mai 1855 à Naha, aux îles Ryūkyū, archipel japonais (île principale Okinawa). Il y étudie le japonais durant deux ans. 
Grâce à ses connaissances de la langue, il est utilisé pour une mission du Baron Gros, chargé de nouer officiellement des relations entre la France et le Japon. Malgré d’importantes difficultés, les efforts du Baron Gros, envoyé de Napoléon III, aboutissent, le premier traité d’amitié et de commerce franco-japonais est signé le 9 octobre 1858.
En 1859, le Père Mermet-Cachon se rend à Hakodate, principale ville de l’île de Hokkaidō où il ouvre en avril 1860, une école de français. Il avait proposé la direction de l'hôpital à Léon Dury, celui-ci arrive en 1862 avec le matériel. Mais son important projet d’hôpital et d’école n’aboutira pas, faute de moyens. Déçu et humilié, diminué par la maladie[Quoi ?], il quitte Hakodate au cours de l’année 1863. 
De retour à Paris en 1864, il abandonne la prêtrise et les Missions Étrangères pour entreprendre des travaux d’érudition. 
Il publie son ouvrage sous le nom Mermet de Cachon, Les Aïnous, langue, mœurs, religion et prépare la publication du premier dictionnaire français-anglais-japonais.
En 1867, il sert d’interprète entre Napoléon III et Tokugawa Akitake lors de l’Exposition universelle à Paris.
Il ne retournera jamais au Japon, il quittera Paris pour le midi de la France et se serait marié. 
Il meurt à Cannes le 14 mars 1889, à l'âge de 61 ans. Il est inhumé à Paris au cimetière du Père-Lachaise (49e division).

## Source
- Les Mermet

### Publications
- Dictionnaire Francais - Anglais - Japonais. Paris Firmin Didot Frères, 440 pp. 1866

- E-E. Mermet-Cachon, Chez les Aïnos du fleuve Amour, in Gilles van Grasdorff, À la découverte de l'Asie avec les Missions étrangères, Omnibus, 2008  (ISBN 978-2-258-07693-8), p. 771-788

### Filmographie
- Le personnage du père Mermet-Cachon apparaît dans un téléfilm japonais (ja) de 2003 où son rôle est tenu par le journaliste français Florent Dabadie.